# 飯塚駅
飯塚駅（いいづかえき）は、福岡県飯塚市菰田西一丁目にある、九州旅客鉄道（JR九州）筑豊本線（福北ゆたか線）の駅である。駅番号はJC13。

## 概要
朝晩には博多 - 直方間に1往復運行される特急「かいおう」が停車する。1985年（昭和60年）まで筑豊本線経由の寝台特急「あかつき」が停車していたが、現在は筑豊本線経由の寝台特急列車は廃止された。ホームは非常に長いが、朝のラッシュ時に運行される7両編成を含め、ホームの端まで列車が止まることはない。
以前は山田方面に伸びる上山田線の起点だったが石炭産業衰退や山田市（現：嘉麻市）の人口減などが要因で上山田線は廃止された。廃止後、西鉄バスによるバス代替輸送を行ったが、代替バスも2004年（平成16年）3月31日をもって廃止された。
当駅を境に桂川駅、上穂波駅方面は単線となる。

## 歴史
- 1893年（明治26年）7月3日：筑豊興業鉄道（後年筑豊鉄道に改名）が開設[2]。
- 1895年（明治28年）4月5日：筑豊鉄道により本駅 - 臼井駅間開通（上山田線の前身）[2]。
- 1897年（明治30年）10月1日：筑豊鉄道を九州鉄道（初代）に買収[3][4]。
- 1907年（明治40年）7月1日：九州鉄道（初代）が国有化され、帝国鉄道庁が所管[4]。
- 1929年（昭和4年）12月7日：筑前内野 - 原田駅間開通により筑豊本線若松 - 原田駅間[5]、及び、上山田線飯塚 - 上山田駅間に分類制定される[6]。
- 1949年（昭和24年）5月20日：飯塚駅発 -二日市駅着のお召し列車が運転（昭和天皇の戦後巡幸）[7]。
- 1970年（昭和45年）：駅舎改築[8]。
- 1974年（昭和49年）10月1日：貨物の取り扱いを廃止[9]。
- 1985年（昭和60年）3月14日：荷物扱い廃止[9]。
- 1987年（昭和62年）4月1日：国鉄分割民営化により九州旅客鉄道が継承[10]。
- 1988年（昭和63年）9月1日：上山田線全線廃止[1][6]。
- 2001年（平成13年）1月31日：自動改札機を設置し、供用開始[11]。
- 2009年（平成21年）3月1日：ICカードSUGOCAの供用開始[12]。
- 2022年（令和4年）3月11日：みどりの窓口の営業を終了。
- 2023年（令和5年）10月1日：駅営業形態をJR九州サービスサポートによる業務委託駅から[13]、九州旅客鉄道本体による直営駅へ変更[14]。
- 2025年（令和7年）8月2日：仮駅舎に移行。東口新設。
- 2026年（令和8年）度内：半橋上駅舎完成（予定）。

## 駅構造
非常に長い単式ホーム1面1線と島式ホーム1面2線の合わせて2面3線を有する地上駅。駅東側と西側を結ぶ歩道橋が駅上を通る。
基本的に、新飯塚・直方方面は1番のりば、桂川・博多方面は2番のりばを使用するが、当駅始発で直方方面に向かう列車は一部、2・3番のりばから発車する。また、3番のりばから博多方面に向かう列車も設定されている。
また、夕方には普通列車と快速列車の緩急接続を行っている。直営駅だが、常駐でなく拠点駅（新飯塚駅）からの派出となっている。

### のりば
| のりば | 路線         | 方向 | 行先           | 備考                   |
| ------ | ------------ | ---- | -------------- | ---------------------- |
| 1      | 福北ゆたか線 | 上り | 直方・折尾方面 | 当駅始発は2・3番のりば |
| 2・3   | 福北ゆたか線 | 下り | 桂川・博多方面 | 主に2番のりばを使用    |

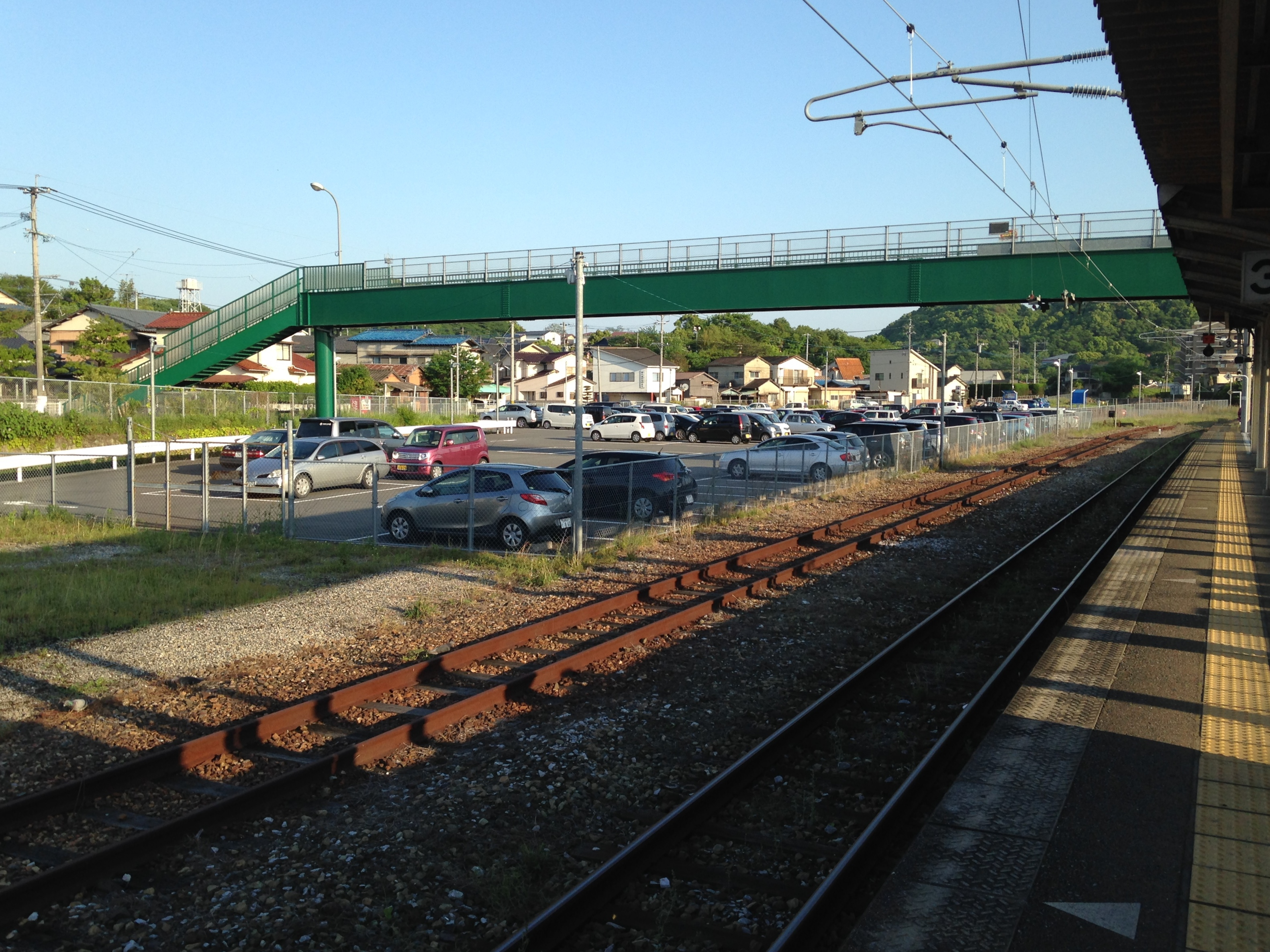
ホーム（2016年4月）

## 利用状況
2020年度の1日平均乗車人員は757人である。
| 乗車人員推移 | 乗車人員推移 |
| 年度         | 1日平均人数  |
| ------------ | ------------ |
| 2007年       | 1,304        |
| 2008年       | 1,162        |
| 2009年       | 1,159        |
| 2010年       | 1,142        |
| 2011年       | 1,189        |
| 2012年       | 1,170        |
| 2013年       | 1,181        |
| 2014年       | 1,131        |
| 2015年       | 1,117        |
| 2016年       | 1,134        |
| 2017年       | 1,141        |
| 2018年       | 1,122        |
| 2019年       | 1,126        |
| 2020年       | 757          |

## 駅周辺
かつては飯塚市役所が至近にあり市の代表駅であったが、1964年に市役所は新飯塚駅近くに移転、市街地の外れに位置する形となった。現在は新飯塚駅が当駅の乗客数を大きく上回っており、事実上新飯塚駅が飯塚市の代表駅である。
- 筑豊自動車運転免許試験場(国道211号)沿い
- 日本郵政飯塚菰田郵便局
- 近畿大学九州短期大学
- 飯塚市立菰田小学校
- 飯塚信用金庫 菰田支店
- 嘉穂劇場
- 飯塚コスモスコモン
- 飯塚市立図書館
- ゆめタウン飯塚（旧飯塚地方卸売市場跡地）
- スーパーセンタートライアル飯塚店

### バス
- 西鉄バス（西鉄バス筑豊） - 駅前に発着せず、駅の西側約200メートルの場所を筑豊本線と並行する県道瀬戸飯塚線上にある飯塚駅通バス停に停車する。ただし南側へ向かう便のみが停車する。
  - [21] 済生会飯塚嘉穂病院
  - [21] 平恒→飯塚工業団地→飯塚(平恒ループ)
  - [27](一部嘉穂総合高校経由) 桂川駅 - 桂川役場 - 西牛隈・西鉄大隈

＊このほか、北東へ400メートルほどの場所の菰田駅通りバス停からも西鉄大隈と飯塚バスターミナルを結ぶ路線が出ている。
- 飯塚市コミュニティバス - 駅前のバス停に発着する。旧庄内町と旧穂波町の地域を飯塚駅経由で結ぶ。庄内観光による運行。

## 隣の駅
九州旅客鉄道（JR九州）
 福北ゆたか線（筑豊本線）
- 特急「かいおう」停車駅

■快速・■普通
新飯塚駅 (JC14) - 飯塚駅 (JC13) - 天道駅 (JC12)

### かつて存在した路線
九州旅客鉄道（JR九州）
上山田線
飯塚駅 - 平恒駅